# Abba Ahiméir
Aba Shoïl Gaïssinovitch (en russe : Аба Шойл Гайсинович), dit Abba Ahiméir (en hébreu : אב"א אחימאיר) (2 novembre 1897-6 juin 1962) est un militant juif russe devenu israélien,  figure de l'extrême-droite sioniste durant la première moitié du XXe siècle,,. Né à Dolgui, près de Bobrouïsk (Empire russe, aujourd'hui en Biélorussie) et mort à Ramat Aviv (Tel Aviv, Israël), il est par ailleurs un journaliste, homme de lettres et traducteur. Il sera dans les années 1930 le principal idéologue d'un courant sioniste tenté par le fascisme.
Il prend le nom de Abba Ahiméir après son émigration en Palestine mandataire.

## Glissement vers la droite
Aba Gaïssinovitch fait des études de philosophie à Vienne et à Liège où il soutient et obtient une thèse de doctorat sur le livre Le Déclin de l’Occident, d'Oswald Spengler.
Il immigre en Palestine mandataire en 1924 et y prend le nom d'Ahiméir, ce qui signifie « frère de Méir », du nom de son frère Méir, tombé dans les rangs de l'Armée rouge pendant la guerre civile russe. 
En Palestine, il rejoint les rangs du parti de gauche Hapoel Hatzaïr, malgré un anti-communisme déjà très vif. Il travaille au journal Davar, le principal journal de la gauche sioniste en Palestine à l'époque. 
En 1926, il écrit en secret Le Livre des sicaires, une apologie du terrorisme individuel, qu'il dédie à Fanny Kaplan (qui a tenté d'assassiner Lénine) et à Charlotte Corday (qui a tué Jean-Paul Marat pendant la Terreur). La même année, ses relations se tendent avec la direction de Davar, et il est progressivement mis à l'écart.
En 1928, il rompt avec la gauche et publie à l'automne les Chroniques d'un fasciste dans le journal de droite Doar Ha'yom, où il exprime son admiration pour le fascisme italien : « Je ne suis pas un démocrate […], la seule forme de gouvernement possible est celle d'une minorité active régnant sur la majorité passive ». Il entre au Parti révisionniste, parti de la droite sioniste dont il constitue avec quelques autres l'aile la plus radicale. Il tente sans succès de convaincre le responsable du parti, Vladimir Jabotinsky, de se rallier au fascisme.

## Les Birionim
Le groupe d'Ahiméir est encadré par lui-même, le poète Uri Zvi Greenberg et le médecin et écrivain Yehoshua Yevin.
Les trois hommes organisent rapidement une faction radicale et fascisante au sein du révisionnisme de Palestine. Ils rêvent d’une organisation de « chefs et de soldats ».
Les troubles entre arabes et juifs de 1929 leur donnent une audience grandissante. Le Parti révisionniste a triplé ses voix par rapport à 1929 aux élections internes à l'Organisation sioniste mondiale (environ 21 % des voix). La pente est ascendante, et elle l’est aussi pour les plus radicaux des révisionnistes.
Leur groupe contrôle bientôt Hazit Ha’am (en), le journal de la section ouvrière du parti en Palestine, dans lequel ils développent leurs thèses.
Ahiméir fait bientôt figure d’idéologue marquant du parti en Palestine (qui n’est qu’une section du parti, et pas la plus importante), et influence fortement le Betar, le mouvement de jeunesse de la droite révisionniste. Officiellement il soutient Jabotinsky. Plus discrètement, il le critique de plus en plus, considérant qu’il n’y a plus guère de différence entre lui et la gauche.

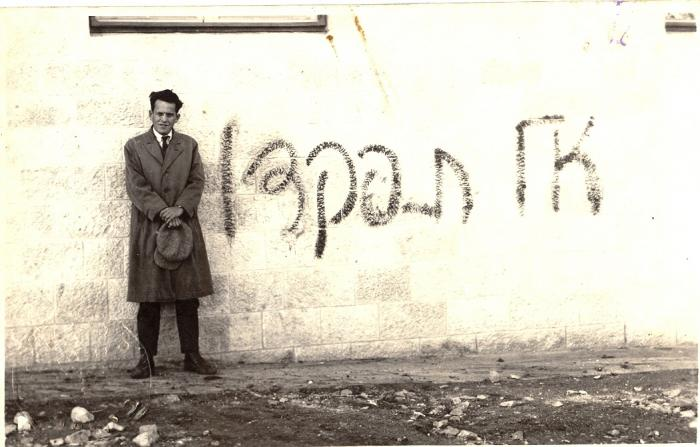
Abba Ahimeir (Abba Shaul Geisinovich) près d'un mur où le graffiti en hébreu al tippaqdu signifie « Ne pas abandonner », novembre 1931

En 1931, sa faction (une quarantaine de personnes) s’organise au sein d’un association secrète et indépendante de la direction du parti, « Brit Ha’Birionim ». Elle entend lutter contre trois ennemis : la gauche sioniste, les Arabes et le Royaume-Uni qui n’en fait pas assez contre les Arabes. L'organisation commence à fixer certaines limites à l'immigration juive tout en récupérant secrètement des armes en vue d'attentats, qui n’auront finalement pas lieu.
Jabotinsky et le parti critiquent leur radicalisme (dont ils ne perçoivent pas l'ampleur), mais refusent de rompre.
En 1932, au cinquième congrès du parti, Ahiméir propose de transformer le parti révisionniste en un parti autoritaire. Jabotinsky déclare : « je considère comme néfaste tout mouvement qui nie le principe d’égalité entre les citoyens […], c’est bien pourquoi je vous considère, Ahiméir, comme un adversaire politique ».
À l’inverse, quelques mois plus tard, lors du conflit interne avec les « modérés » du Parti révisionniste qui s’inquiètent de la volonté affichée par Jabotinsky de quitter l’Organisation sioniste mondiale, Jabotinsky s’appuie sur son aile droite pour dissoudre la direction du parti, organiser de nouvelles élections internes, et affirmer ses vues.
Au début 1933, Ahiméir déclare dans Hazit Ha’am qu’il y a du bon en Hitler, à savoir la « pulpe anti-marxiste ». Jabotinsky est furieux, mais se refuse de nouveau à rompre.

## L'affaire Arlozorov
Le 16 juin 1933, le directeur du département politique de l’Agence juive, le socialiste Haïm Arlozorov, est assassiné dans des circonstances troubles et non élucidées à ce jour. Le matin même, Hazit Ha’am avait lancé une attaque très violente contre lui : « le peuple juif a toujours su juger comme il se doit ceux qui vendent son honneur et sa foi. Cette fois encore, il saura trouver la réponse adéquate à cette saloperie qui se fait au grand jour » (à propos d'un accord d’émigration passé entre l’Agence juive et le Troisième Reich pour l’émigration des juifs allemands, accord dont Arlozorov était le négociateur).
Les enquêteurs britanniques soupçonnent rapidement les Birionim. Ahiméir est jugé. Il est acquitté du meurtre, mais les documents trouvés chez lui, et en particulier le Livre des sicaires, qu'il n'avait pas fait publier, le font condamner en avril 1934 à 18 mois de prison pour incitation à la révolte contre le régime mandataire. La gauche accuse les Birionim de complot fasciste. Après avoir hésité, Jabotinsky engage le parti révisionniste dans la défense acharnée de Ahiméir.
L’affaire Arlozorov entraîne la disparition des Birionim qui ne s’en relèveront pas.

## Mise en retrait
Ahiméir retourne en Pologne pour écrire dans la presse révisionniste. Revenu en Palestine peu avant la guerre, il échappe ainsi à l'extermination des Juifs polonais pendant la Shoah. 
Il continue à écrire contre la gauche sioniste, mais, tenu en suspicion pour les liens troubles qu'il a pu entretenir par le passé avec le fascisme (une « erreur de jeunesse », selon lui), il n'a plus d'influence directe. Il est cependant un inspirateur majeur d'Avraham Stern, le fondateur du Lehi, groupe armé radical des années 1940. Il reste encore aujourd'hui une référence lointaine pour les factions les plus à droite du sionisme.
Il meurt en juin 1962, salué par Menahem Begin (successeur de Jabotinsky) comme « un pionnier, un combattant et un révolté » ; le Herout, son parti, n'aura cependant jamais présenté l'auteur des Chroniques d'un fasciste sur ses listes de candidats à la Knesset, et l'aura toujours tenu à la marge du parti. 
Il est le père de Yosef Ahimeir (en) et de Ya'akov Ahimeir (en).